# 木津屋橋通
木津屋橋通（きづやばしどおり）は、京都市内の東西の通りの一つ。東は東洞院通から西は御前通まで。七条通と塩小路通の間。途中梅小路公園と新千本通の間で中断する。
京都タワーと京都ヨドバシの間の通り。堀川通から西は小規模な手工業者の混在した住宅街。
名前は、堀川に架かっていた木津屋橋に由来するとも、その他のいわれがあるとも言う。

## 沿道の主な施設
- 京都ヨドバシ（旧、近鉄百貨店京都店（プラッツ近鉄）を改築）
- 京都タワー
- 下京消防署
- 下京区役所
- 梅小路公園
- 松尾神社御旅所 御前通角